# Lying from You
Lying From You је сингл ну метал бенда Линкин парк, са њиховог другог албума, из 2003. године,  Meteora. Сингл је на почетку издат само у САД 2004. године. Песма је била једна од седам песама Линкин парка коришћених у колаборацији између бенда и репера Џеј Зија (Dirt Off Your Shoulders/Lying From You) на меш-ап албуму Collision Course издатом у новембру 2004. године. У песми Мајк Шинода репује стихове, а Честер Бенингтон пева и дере се током рефрена (као и у већини песама Линкин парка).